# Phú Lạc, Tuy Phong
Phú Lạc là một xã thuộc huyện Tuy Phong, tỉnh Bình Thuận, Việt Nam.

## Địa lý
Xã Phú Lạc nằm ở miền núi trung du huyện Tuy Phong, có vị trí địa lý:
- Phía đông giáp thị trấn Liên Hương
- Phía tây giáp xã Phong Phú
- Phía nam giáp xã Hòa Minh
- Phía bắc giáp xã Vĩnh Hảo.

Xã Phú Lạc có diện tích 80,77 km², dân số năm 2019 là 8.978 người, mật độ dân số đạt 86 người/km².

## Hành chính
Xã Phú Lạc được chia thành 3 thôn: Lạc Trị, Phú Điền, Vĩnh Hanh.

## Văn hóa
Toàn xã có 4 tôn giáo khác nhau: Bà-la-môn, Bà Ni, Phật giáo và Cao Đài.
Nơi đây có 2 dân tộc anh em sinh sống đó là Người Chăm và Người Việt, trong đó Người Chăm chiếm đa số.